# Steve Ovett
Stephen Michael John Ovett, detto Steve (Brighton, 9 ottobre 1955), è un ex mezzofondista britannico, campione olimpico degli 800 metri piani ai Giochi di Mosca 1980.

## Biografia
Nato a Brighton, Steve Ovett da adolescente fu un atleta eccezionalmente talentuoso. Il suo primo titolo importante arrivò nel 1973, quando vinse gli 800 m piani agli Europei juniores, cui seguì l'anno successivo a Roma, un argento ai Campionati europei. Vinse il titolo AAA negli 800 m piani dal 1974 al 1976, sui 1500 m piani nel 1979 e sul miglio nel 1980.
Ovett acquisì esperienza ai Giochi olimpici del 1976 quando corse nella finale degli 800 m piani, terminando quinto. Ai Campionati europei del 1978, vinse l'oro nei 1500 m e l'argento negli 800 m piani.
Ovett arrivò alle Olimpiadi di Mosca del 1980 come favorito da molti per il titolo dei 1500 m piani. All'inizio del mese aveva stabilito un nuovo record mondiale sul miglio con il tempo di 3'48"8 e due settimane dopo uguagliò quello di Sebastian Coe sui 1500 m in 3'32"1. Era imbattuto sui 1500 m piani e sul miglio da tre anni. La sua partecipazione agli 800 m doveva servire da test per i 1500 m.
Nella finale degli 800 m era solo in sesta posizione a metà gara, ma si fece largo in mezzo al gruppo fino ad arrivare al secondo posto. A settanta metri dall'arrivo si portò in testa tenendosi dietro Coe e successivamente staccandolo di tre metri. Nei 1500 m piani, disputati sei giorni dopo, fu Coe che lo rimontò partendo da dietro e andando a vincere, mentre Ovett dovette accontentarsi del terzo posto.
Dopo i Giochi olimpici Ovett abbassò il record mondiale dei 1500 m piani a 3'31"36. Nel 1983 lo ritoccò ulteriormente portandolo a 3'30"77. In questa stessa specialità ai Mondiali di quell'anno giunse quarto.
Ovett tentò di difendere il titolo olimpico degli 800 m piani ai Giochi olimpici del 1984. Combattendo contro una bronchite, si qualificò a malapena per la finale, dove finì ottavo. Dopo l'arrivo collassò e trascorse due notti in ospedale. Ritornò per competere nei 1500 m piani. Correndo in quarta posizione all'inizio dell'ultimo giro, Ovett collassò nuovamente, con forti dolori al petto e venne portato via in barella.
Nel 1986 vinse i 5000 metri piani ai Giochi del Commonwealth di Edimburgo. Non riuscì a partecipare ai Giochi olimpici di Seul del 1988 e decise di ritirarsi poco dopo.

## Palmarès
| Anno                                | Manifestazione          | Sede        | Evento        | Risultato  | Prestazione | Note                  |
| ----------------------------------- | ----------------------- | ----------- | ------------- | ---------- | ----------- | --------------------- |
| In rappresentanza del Regno Unito   |                         |             |               |            |             |                       |
| 1973                                | Europei juniores        | Duisburg    | 800 m piani   | Oro        | 1'47"53     |                       |
| 1974                                | Europei                 | Roma        | 800 m piani   | Argento    | 1'45"8      |                       |
| 1976                                | Giochi olimpici         | Montréal    | 800 m piani   | 5º         | 1'45"44     |                       |
| 1976                                | Giochi olimpici         | Montréal    | 1 500 m piani | Semifinale | 3'40"34     |                       |
| 1978                                | Europei                 | Praga       | 800 m piani   | Argento    | 1'44"1      |                       |
| 1978                                | Europei                 | Praga       | 1 500 m piani | Oro        | 3'35"6      | Record dei campionati |
| 1980                                | Giochi olimpici         | Mosca       | 800 m piani   | Oro        | 1'45"40     |                       |
| 1980                                | Giochi olimpici         | Mosca       | 1 500 m piani | Bronzo     | 3'38"99     |                       |
| 1983                                | Mondiali                | Helsinki    | 1 500 m piani | 4º         | 3'42"34     |                       |
| 1984                                | Giochi olimpici         | Los Angeles | 800 m piani   | 8º         | 1'52"28     |                       |
| 1984                                | Giochi olimpici         | Los Angeles | 1 500 m piani | Finale     | dnf         |                       |
| 1987                                | Mondiali                | Roma        | 5 000 m piani | 10º        | 13'33"49    |                       |
| In rappresentanza dell' Inghilterra |                         |             |               |            |             |                       |
| 1986                                | Giochi del Commonwealth | Edimburgo   | 5 000 m piani | Oro        | 13'24"11    |                       |

## Altre competizioni internazionali
1975
- Oro in Coppa Europa ( Nizza), 800 m piani - 1'46"56

1977
- Oro in Coppa del mondo ( Düsseldorf), 1 500 m piani - 3'34"45

1978
- Oro all'Antrim International Cross Country ( Antrim) - 24'08"

1979
- Oro all'ISTAF Berlin ( Berlino), miglio - 3'54"08
- Oro al Memorial Van Damme ( Bruxelles), 1500 m piani - 3'32"11

1980
- Oro ai Bislett Games ( Oslo), miglio - 3'48"8
- Oro al Memorial Van Damme ( Bruxelles), miglio - 3'51"56
- Oro all'Athletissima ( Losanna), 1500 m piani - 3'35"40

1981
- Oro in Coppa del mondo ( Roma), 1 500 m piani - 3'34"95
- Oro ai Bislett Games ( Oslo), miglio - 3'49"25
- Oro all'Athletissima ( Losanna), miglio - 3'49"66

1982
- Argento ai Bislett Games ( Oslo), 3000 m piani - 7'43"87

1983
- Oro al Rieti Meeting ( Rieti), 1500 m piani - 3'30"77
- Argento al Memorial Van Damme ( Bruxelles), 800 m piani - 1'45"25

1984
- Oro ai Bislett Games ( Oslo), 1500 m piani - 3'34"50
- Oro al Bauhaus-Galan ( Stoccolma), 1500 m piani - 3'35"65
- Oro all'Athletissima ( Losanna), 1500 m piani - 3'38"43
- Oro all'Antrim International Cross Country ( Antrim) - 24'36"

1985
- Argento al Bauhaus-Galan ( Stoccolma), 1500 m piani - 3'37"74